# 紅星美凱龍

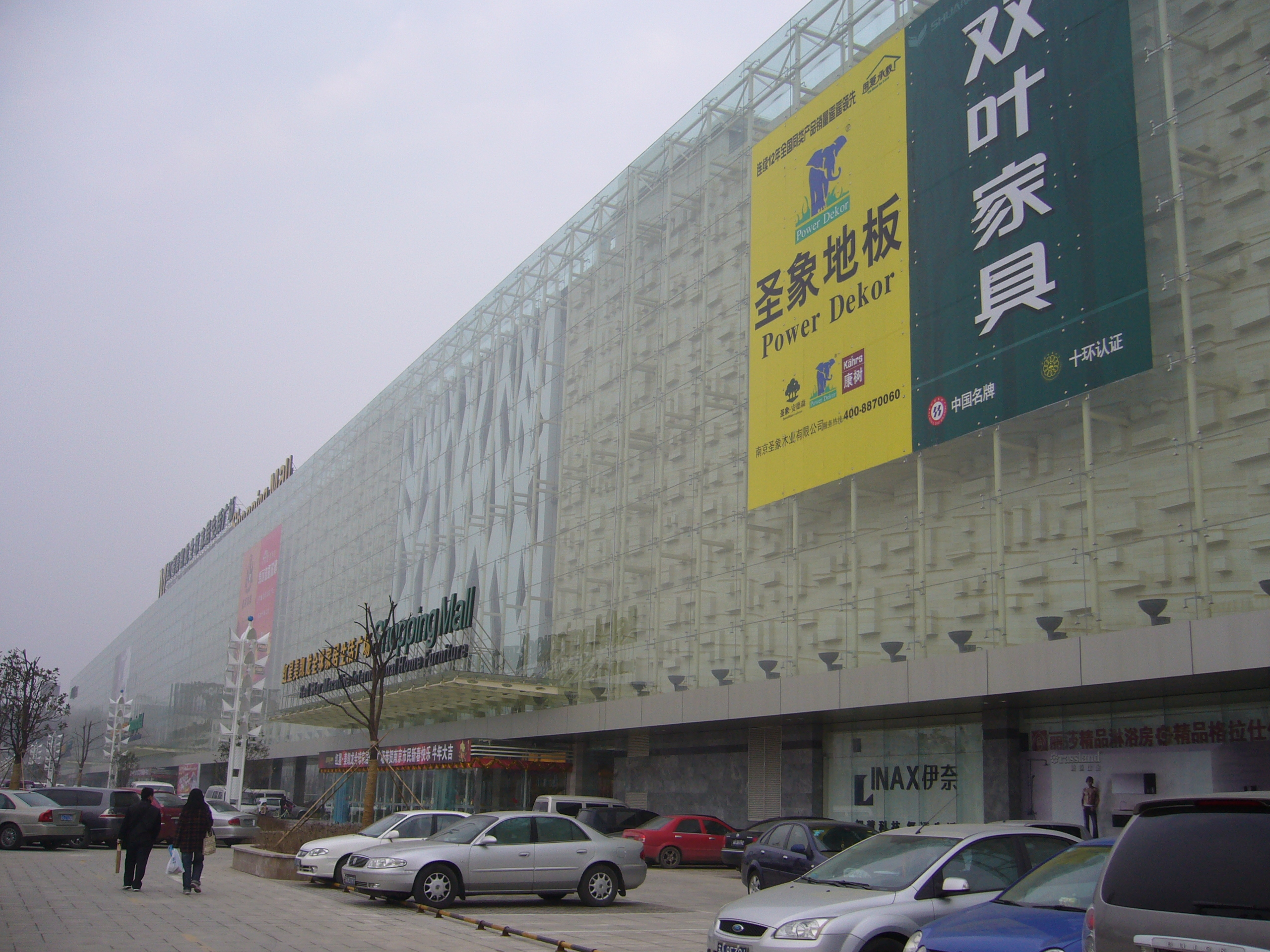
红星美凯龙位于南京的门店

紅星美凱龍（英語：Red Star Macalline Group Corporation Limited，港交所：1528、上交所：601828），全称紅星美凱龍家居集團股份有限公司，是一家中国家居零售商。

## 历史
其历史可以追溯至1986年於江蘇省常州市成立的「常州市紅星家俱總廠」，当时由车建新（董事長）向姨夫借款600元人民币，创立紅星家俱總廠。1988年成立「常州市紅星家俱城」，经营最初采用的是“前店后厂”模式。
其後在1994年，「常州市紅星家俱城」、「常州市紅星家俱總廠」，以及「常州建材家俱批發中心」，組成為「常州紅星家俱集團公司」。1996年，车建新舍弃家具工厂，专心经营家具城。1999年，更名為「紅星家俱集團有限公司」。
2007年，現總部位於上海成立前身為「上海紅星美凱龍家居家飾品有限公司」，以及當時成立位於天津市的「天津紅星美凱龍家飾有限公司」（2009年8月8日合併後解散）。
業務在中國內地經營百貨商店外，還推廣各類家居装饰及家具品牌。截至2019年一季度末，红星美凯龙拥有81家自营商场，230家委管商场，同时以特许经营方式授权经营24家特许经营商场，合共364家商场，覆盖中国内地29个省级行政区的199个城市。
股份在2015年6月26日於港交所主板上市（招股價為13.28港元，集資額為72.8億港元，全球發售為543,588,000H股，主要策略投資者為華平投資旗下2家子公司Candlewood Investment SRL和Springwood Investment SRL合共持有80,329,038 H股、BosValen Master Fund、中國建材股份有限公司、Falcon Edge Global Master Fund, LP、香港格力電器銷售有限公司和山東省國有資產投資控股有限公司合共投資330百萬美元（2,559百萬港元））之前，便在2012年，曾計劃向中國證監會申請於上海證券交易所A股上市為「已受理」，但未有回覆而不了了之，直至2015年1月，轉為「中止」，其後2015年3月27日，收到中國證監會有關中止A股上市申請的正式通知。而上述資料，已停止與相關顧問就股份在上海證券交易所上市事宜進行溝通。
2016年2月12日（年初五為中國內地春節假日），該公司發行不超過315,000,000股A股，據初步估計集資不超過39.5億元人民幣，而該項目尚有待當局、股東大會批准，而據了解是用作作天津北辰商場、呼和浩特玉泉商場、東莞萬江商場等建設；6億元用作統一物流服務體系建設；8億元償還銀行貸款；5億元用於O2O家裝平台項目等。另外，該公司同意批准在中國發行超短期融資券，發行金額不超過30億元人民幣。
2018年1月17日，红星美凯龙于上海证券交易所主板挂牌上市，成为中国第一家A+H同时上市交易的家居零售企业。同年紅星商業更名為愛琴海集團。
2019年5月15日，红星美凯龙控股股东红星控股成功发行可交换债券，以43.594亿元人民币被阿里巴巴集团全额认购，占总股比的10%。
2023年，建发股份及其控股子公司联发集团宣布购买红星美凯龙29.95%的股份。完成收购后，红星美凯龙成为厦门市国资委实际控制的企业，事实上转为国有控股企业。建发股份董事长郑永达于2023年2月兼任红星美凯龙副董事长，半年后接替车建新担任董事长。

## 爱琴海
2013年，紅星美凱龍旗下主打商業地產和購物中心的紅星商業成立。2018年更名為爱琴海集团。截至2021年3月，爱琴海在中國共有22座爱琴海购物公园项目。

## 外部連結
- chinaredstar.com （页面存档备份，存于）